# Кумтобе
Кумтобе́ (каз. Құмтөбе) — станційне селище у складі Аксуського району Жетисуської області Казахстану. Входить до складу Єгінсуського сільського округу.
Населення — 25 осіб (2021; 19 у 2009, 43 у 1999, 26 у 1989).